# Preludio alla Fondazione
Preludio alla Fondazione è un romanzo di fantascienza di Isaac Asimov del 1988. È uno dei due antefatti al Ciclo delle Fondazioni e narra l'origine della disciplina della psicostoria. Per la prima volta, Asimov racconta la vita di Hari Seldon, l'uomo che ha inventato la psicostoria e l'eroe intellettuale della serie.

## Trama
La storia è ambientata sul pianeta Trantor durante il regno dell'Imperatore Cleon I. Inizia con la presentazione da parte di Hari ad un congresso matematico di una dimostrazione del fatto che sia possibile, in teoria, uno studio psicostorico, che consenta di prevedere il futuro mediante metodi matematici e statistici. L'Imperatore dell'Impero Galattico viene a conoscenza della cosa e cerca di sfruttare Hari Seldon per mantenere e aumentare il proprio potere. Dopo aver parlato con lui, tuttavia, Cleon conclude che Hari non è di alcuna utilità per l'Impero: la psicostoria al momento è solo una teoria, senza alcuna possibilità di applicazione pratica.
Seldon incontra il giornalista Chetter Hummin, che lo convince che il primo ministro di Cleon, Eto Demerzel, stia tentando di catturarlo o comunque di controllarlo, e che quindi è fondamentale per Hari scappare e tentare di sviluppare la psicostoria. Così comincia la Fuga di Hari.
Inizialmente Seldon si nasconde all'università di Streeling, dove Hummin gli presenta Dors Venabili, che avrà il compito di proteggerlo. Dopo poco dovranno però scappare, e si rifugeranno a Micogeno, un settore particolarmente isolato e legato ad antiche tradizioni. Hari e Dors sono accolti a Micogeno da Caposole Quattordici, il capo di Micogeno. Intenzionato ad elaborare la psicostoria sfruttando le conoscenze che i micogeniani sembrano avere, Hari cerca di farsi raccontare la loro storia. Convince quindi Gocciadipioggia Quarantatré a mostrargli le loro coltivazioni, che sono le migliori del pianeta; quando le chiede se le usanze di Micogeno siano il prodotto di una qualche fede religiosa, lei si offende, e dice che loro non hanno una religione, ma qualcosa di meglio: la storia. Hari riesce quindi a farsi dare da lei il Libro dove questa è raccontata, anche se leggendone alcune parti si rende conto che non contiene le informazioni storiche che cerca, a parte per il fatto che parla del loro pianeta d'origine, Aurora, che sarebbe, secondo loro, il primo pianeta abitato dall'uomo, e menziona l'esistenza dei robot, lasciando intendere che ce ne sia ancora uno nel loro "tempio", il Sacratorium. Hari decide quindi, accompagnato da Dors, di entrare nel tempio a cercare il robot, violando così le leggi di Micogeno. Riescono a trovarlo, ma scoprono che è inattivo da tempo, e vengono scoperti da Caposole Quattordici, che li avrebbe fatti imprigionare, se non fosse stato per l'arrivo di Hummin.
Hari e Dors si spostano quindi nel settore di Dahl, una zona povera che si occupa principalmente di produzione d'energia. Qui Hari incontra Yugo Amaryl, interessato alla matematica ma che non ha mai potuto avere un'istruzione regolare, promettendogli di farlo chiamare da un'università (diventerà successivamente un suo collaboratore nello sviluppo della psicostoria), e Raych, un bambino del luogo, che li seguirà nel resto del libro. A Dahl Hari parla con un'anziana signora, Mamma Rittah, che racconta un'altra storia delle origini, in cui il primo pianeta si chiama Terra, e con altre differenze. A seguito di uno scontro con una banda del luogo, e successivamente con degli agenti imperiali, sono costretti nuovamente a scappare.
Per errore, pensando di seguire qualcuno inviato da Hummin, finiscono nel settore di Wye, uno dei più potenti del pianeta, il cui Sindaco vorrebbe diventare Imperatore. Il fine del sindaco è lo stesso dell'Imperatore, sfruttare la psicostoria per aumentare il proprio potere. Dopo alcuni giorni interviene nuovamente Hummin, che si scopre essere in realtà Eto Demerzel, e che quindi interviene con l'esercito imperiale.
Alla fine del libro, Hari scopre che Chetter Hummin ed Eto Demerzel sono la stessa persona. Non solo: Hummin-Demerzel non è un essere umano, ma un robot, e più precisamente R. Daneel Olivaw, lo stesso protagonista del Libro dei micogeniani e delle numerose leggende conosciute durante la Fuga. Proprio nelle ultime pagine, Hari dichiara il suo amore nei confronti di Dors, pur iniziando a sospettare, in cuor suo, che anche lei possa essere un robot, messo al suo fianco per proteggerlo.
Ricollegandoci alle ultime pagine di Fondazione e Terra si apprende come Daneel, vincolato dalle tre leggi della robotica e dalla Legge Zero, abbia effettivamente contribuito a far sviluppare a dovere l'idea della psicostoria nella brillante mente di Seldon. La Fuga su Trantor alla quale Seldon è stato spinto si è rivelata un fondamentale punto di partenza: il matematico infatti, avendo capito di trovarsi su un mondo dalle molteplici facce, è convinto di poter utilizzare il Mondo Imperiale come primo modello per la sua psicostoria.

## Edizioni
(elenco parziale)
- Isaac Asimov, Prelude to Foundation, 1988.
- Isaac Asimov, Preludio alla Fondazione, traduzione di Piero Anselmi, collana Altri mondi, Arnoldo Mondadori Editore, 1989,  p. 403, ISBN 88-04-32450-3.